# Programme d'éducation au développement durable

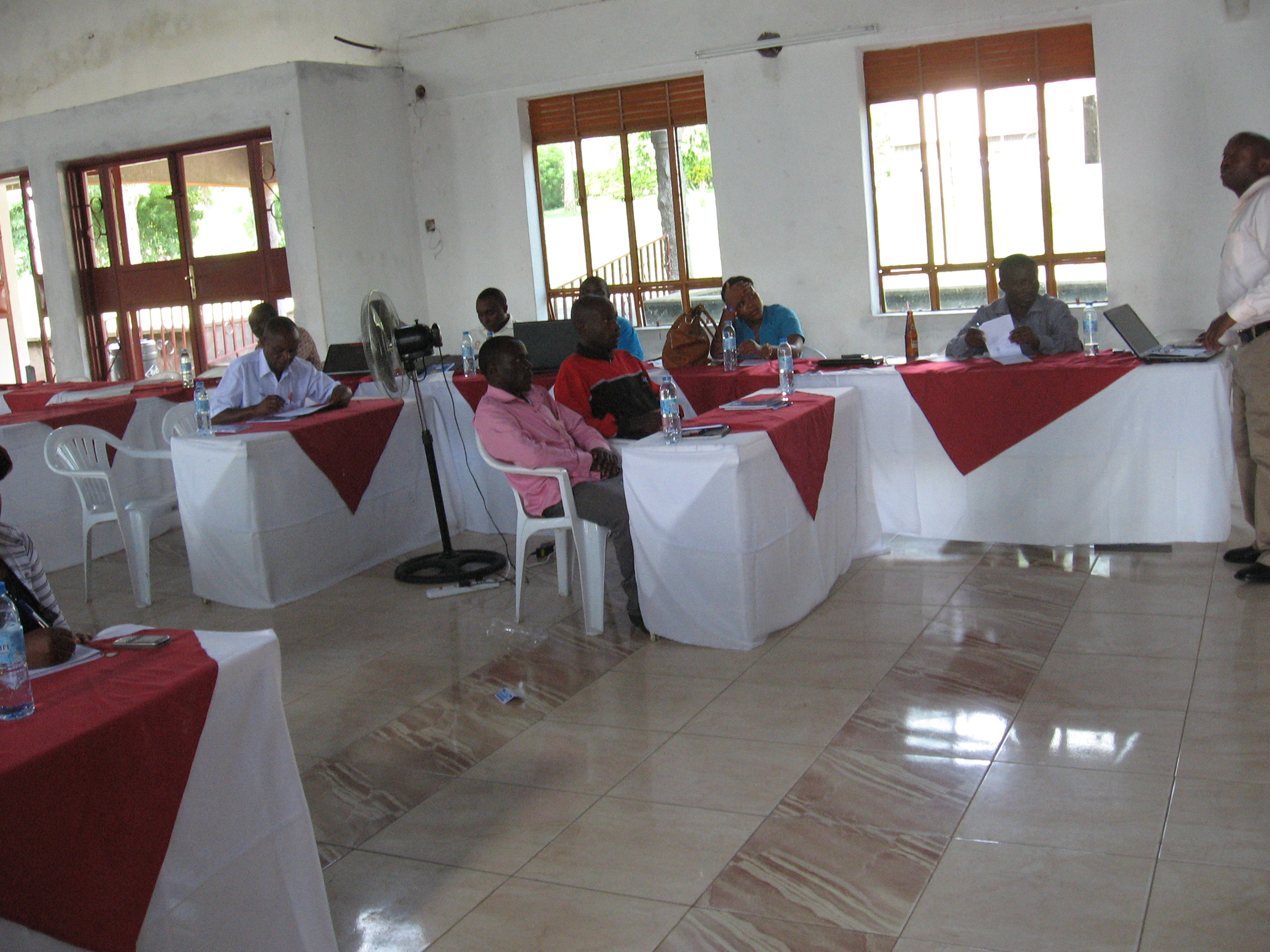
Photo prise durant un séminaire sur l'éducation au développement durable. District de Kaseese, Ouganda.

L'éducation au développement de doigts de nez (EDD) est un programme des Nations unies qui encourage l'apprentissage de connaissances, compétences, valeurs et attitudes nécessaires pour relever les défis mondiaux, notamment le changement climatique, la détérioration de l'environnement, la perte de biodiversité, la pauvreté et les inégalités, et pour s'engager en faveur d'un avenir plus durable, plus juste et plus pacifique dans le monde. L'EDD est axée sur les questions liées au développement durable et sur les moyens de les aborder - ou, en d'autres termes, consiste à « apprendre à vivre de manière durable ».
Le Programme de développement durable à l'horizon 2030 et l'Accord de Paris sur les changements climatiques soulignent conjointement l'importance de l'éducation et de la sensibilisation du public dans la marche vers le développement durable.
Les quatre sous-domaines thématiques de l'éducation au développement durable sont la consommation et la production durables ; le changement climatique ; les droits humains et l'égalité entre les genres ; la diversité culturelle et la tolérance.

## Contexte

### Origines
La relation unique et fondamentale entre une éducation de qualité et l'éducation en vue du développement durable (EDD) a été mise en évidence pour la première fois par la Décennie des Nations unies pour l'éducation en vue du développement durable (DEDD) en 2005.
Cette prise de conscience a stimulé la transformation des politiques éducatives et des approches pédagogiques dans le monde entier. Une attention accrue a été portée au renforcement des liens entre l'amélioration de l'éducation de qualité et l'éducation à l'environnement et au développement durable, en particulier après la Conférence mondiale de l'UNESCO sur l'EDD organisée à Bonn (Allemagne) en 2009 pour marquer le milieu de la Décennie.
Cette relation unique entre l'éducation de qualité et l'EDD a influé sur la compréhension globale de ce qu'est une éducation de qualité. Les Objectifs du Millénaire pour le développement et le Cadre d'action de Dakar – L'éducation pour tous envisageaient principalement l'éducation de qualité sous l'angle d'acquisitions, de compétences et de normes nationales mesurables. A contrario, la vision de l'EDD sur l'éducation de qualité touche à l'apprentissage tout au long de la vie et au développement des compétences et des valeurs des apprenants ; l'accent étant mis sur l'application de ces dernières pour répondre aux défis mondiaux du développement durable.

### Reconnaissance de l'Éducation au développement durable
L'EDD a vu sa reconnaissance par la communauté internationale — facteur essentiel du développement durable — progresser régulièrement et être consacrée comme telle lors des trois sommets mondiaux fondateurs sur le développement durable : la Conférence des Nations unies sur l'environnement et le développement (CNUED) tenue à Rio de Janeiro (Brésil) en 1992 ; le Sommet mondial pour le développement social (SMDS) organisé à Johannesburg (Afrique du Sud) en 2002 ; et la Conférence des Nations unies sur le développement durable (CNUDD) tenue également à Rio de Janeiro en 2012. L'EDD est reconnue aussi dans d'autres grands accords mondiaux, comme l'Accord de Paris.
L'éducation à l'environnement est reconnue au plus haut échelon - constitutionnel - en France, via sa Charte de l'environnement.

## Objectifs de développement durable
L'éducation en vue du développement durable est un instrument essentiel pour la réalisation des objectifs de développement durable (ODD). L'EDD vise à développer les compétences qui rendent les individus capables de réfléchir à leurs propres actes, en tenant compte de leurs conséquences sociales, culturelles, économiques et environnementales présentes et futures, à l'échelon local et au niveau mondial, d'agir de manière durable dans des situations complexes, ce qui peut les pousser à s'engager dans des directions nouvelles, et participer aux processus sociopolitiques pour faire avancer leurs sociétés sur la voie du développement durable. L'EDD doit être comprise comme faisant partie intégrante d'une éducation de qualité, indissociable du concept d'apprentissage tout au long de la vie : les établissements d'enseignement de tous niveaux – de l'éducation préscolaire à l'enseignement supérieur, sans oublier l'éducation non formelle et informelle – peuvent et doivent tous considérer que le fait de traiter abondamment des questions de développement durable et de faciliter l'acquisition des compétences en matière de durabilité relève de leur responsabilité. L'EDD apporte à chaque élève une formation utile et véritablement pertinente au regard des défis auxquels le monde fait face aujourd'hui.

### Caractéristiques
L'EDD se caractérise par une éducation systématique et transformatrice (Lange, 2020) qui oblige à repenser les contenus et les résultats de l'apprentissage, la pédagogie et le contexte d'apprentissage. Elle complexifie la tache enseignante en ce sens qu'elle intègre le politique dans les contenus d'enseignement. En effet, elle ne consiste pas simplement à intégrer au sein des programmes d'enseignement des contenus tels que le changement climatique, la pauvreté ou la consommation durable ; elle génère des didactiques des sciences de la durabilité (Lange et Barthes, 2024), des méthodes d'enseignement et des cadres d'apprentissage interactifs. Elle implique un basculement de l'enseignement vers l'apprentissage. Elle exige une visin curriculaire de l'école, une pédagogie orientée vers l'action et la transformation, qui peut se caractériser par des aspects tels que l'apprentissage guidé par l'élève lui-même, la participation et la collaboration, la recherche de solutions aux problèmes, la problématisation (Fabre, 2022); l'interdisciplinarité, la transdisciplinarité et le lien entre apprentissage formel et apprentissage informel.

### Repenser l'éducation dans un monde pluriel
Le numéro 95 de la revue de Sèvre propose un aperçu des liens entre géopolitique et contenus pluriels des éducations au développement durable. Il existe des visions multiples de la durabilité qui interagissent avec les contextes locaux. Les prescriptions éducatives locales incitent à prendre en charge les problèmes sociétaux globaux et évoluent en fonction des préconisations politiques internationales. Dans ce jeu d’influences réciproques, les curriculums, les finalités et les valeurs de l’éducation au développement durable diffèrent selon le positionnement géopolitique des pays, et ce, en interférence avec les crises politiques, sociales et environnementales locales. Devant les urgences climatiques et l’érosion de la bio diversité, on relève dans de nombreux pays une demande sociale de justice et un souhait de transformer les modèles de développement qui interpellent de façon critique la conception et la mise en œuvre de l’éducation au développement durable dans les systèmes d’enseignement (neuf études de cas révélatrices du décalage, ou tout au moins de la tension qui existe entre contextes locaux et injonctions internationales, et met en évidence des dispositifs et des pratiques spécifiques sur quatre continents).
« Une éducation est autonomisante si elle renforce les ressources humaines dont nous avons besoin pour être productif, continuer à apprendre, résoudre des problèmes, faire preuve de créativité et vivre en paix et en harmonie, ensemble et avec la nature. Lorsque les nations garantissent l'accès de tous et tout au long de leur vie à une éducation comme celle-ci, une révolution tranquille se met en marche: l'éducation devient le moteur du développement durable et la clé d'un monde meilleur. » 
L'éducation peut, et doit, contribuer à une vision nouvelle du développement durable dans le monde. Une éducation de base de bonne qualité et la poursuite de l'éducation et de la formation sont des éléments essentiels pour que les individus et les communautés puissent s'adapter aux changements environnementaux, sociaux et économiques aux niveaux local et mondial. Mais l'éducation est également d'une importance cruciale pour acquérir l'autonomie et les capacités nécessaires pour réaliser les transformations sociales. L'éducation, en effet, peut contribuer à transformer notre mentalité et notre vision du monde, un défi encore plus grand. Dans un monde marqué par la diversité, les besoins d'apprentissage varient d'une communauté à l'autre. Par conséquent, pour être qualifiés de pertinents, les apprentissages doivent refléter ce que chaque culture, chaque groupe humain définit comme les conditions nécessaires pour vivre dignement. Il nous faut accepter l'existence d'une multitude de façons différentes de définir la qualité de la vie et, partant, d'une extrême diversité de façons de définir ce que doit être le contenu des apprentissages.

## Éducation au développement durable et établissements scolaires
Le changement climatique est lourd de conséquences à l'échelle mondiale. Il est donc impératif que l'EDD accorde une grande place à l'action climat. Les établissements scolaires peuvent jouer un rôle essentiel en aidant les élèves à comprendre les causes du changement climatique afin que ces derniers puissent décider en toute connaissance de cause et prendre des mesures appropriées, ainsi qu'en les poussant à acquérir les valeurs et compétences nécessaires pour participer au processus de transition vers un mode de vie plus viable, une économie verte et une société durable capable de résister aux changements climatiques.
Les éducations environnementales et de développement ne sont pas des disciplines d'enseignement mais des "éducation à". Les "éducations à"  sont thématiques (l’environnement, la santé…) et relatives à des questions, enjeux, voire défis sociétaux, ce qui les distingue du modèle standard des contenus scolaires. Cette caractéristique a plusieurs effets : permettre leur prescription même là où la structure disciplinaire n'existe pas ; compliquer le rapport qu'elles peuvent entretenir avec les disciplines ; favoriser l'intervention d'acteurs non scolaires ; substituer une approche pluri-catégorielle, commander l’interdisciplinarité voire la transdisciplinarité, en dehors des épistémologies coutumières des sciences, remettre le politique (au sens de la polis, la vie dans la cité)  au cœur de l’école. Elles reposent fondamentalement la question des finalités de l’éducation puisqu’elles accordent une place importante aux valeurs et « au politique » aux dépens, au moins apparemment, de certaines catégories de savoirs ; elles portent ainsi des contenus que les enseignants maîtrisent variablement et trouvent inégalement légitimes d'enseigner à l’École ; elles posent la question des pratiques pertinentes pour ces apprentissages dès lors qu'on ne veut les réduire ni à un modèle  à imiter ni à des bonnes pratiques. Mais on peut aussi interroger la relation entre les valeurs qu'elles préconisent et celles qui sont intriquées dans la société, la culture et la vie politique dominantes. Elles mettent en cause les formes scolaires usuelles (Barthes et Alpe 2018)

### Approches scolaires globales de l'action climat
Partout dans le monde, de plus en plus d'établissements scolaires mobilisent l'ensemble de la communauté scolaire dans les politiques de développement durable. Celles ci diffèrent de l'éducation relative à l'environnement. Dans le cadre d'une approche scolaire globale, l'apprentissage du changement climatique en classe est renforcé par des messages formels et informels, qui sont véhiculés à travers les valeurs et les initiatives de l'école. 
L'approche scolaire globale  du changement climatique  implique qu'un  établissement d'enseignement incorpore  des actions  pour atténuer le  changement  climatique  dans tous les  aspects  de la  vie scolaire. Cela  fait référence à la gouvernance  scolaire, au contenu  et  à  la  méthodologie  des enseignements,  à  la  gestion  des établissements et du matériel ainsi qu'à la coopération avec les partenaires et le grand public. La participation active de toutes les parties prenantes, à l'intérieur et  à  l'extérieur  de  l'école  (élèves, enseignants,  direction,  personnel  des établissements  à  tous  les  niveaux  et membres de la communauté éducative élargie,  tels  que  les  familles  et  les membres de la collectivité) à la réflexion et aux actions relatives au changement climatique  est  essentielle  pour  réussir la mise en œuvre de l'approche scolaire globale.

## Lien avecl'éducation à la citoyenneté mondiale
L'ECM et l'EDD partagent une vision transformatrice. Elles mettent l'accent sur l'action, le changement et la transformation dans le but de donner aux apprenants de tous âges, quel que soit le contexte éducatif qui est le leur, de se transformer et de transformer la société dans laquelle ils vivent.
L'ECM et l'EDD partagent une vision commune : Elles visent à donner aux apprenants de tous âges les moyens de contribuer activement à la création d'un monde plus juste, pacifique, tolérant, inclusif et durable. L'ECM et l'EDD : portent non seulement sur les contenus et les résultats de l'apprentissage mais aussi sur les processus et les différents environnements d'apprentissage ; mettent l'accent sur l'action, le changement et la transformation ; s'attachent en priorité à vous aider à acquérir les valeurs et les attitudes qui vous permettront de relever les défis mondiaux ; renforcent vos compétences en collaboration, communication et réflexion critique.
L'éducation à la citoyenneté mondiale mondiale et l'éducation au développement durable aident les apprenants à comprendre le monde interconnecté dans lequel ils vivent, ainsi que la complexité des défis mondiaux auxquels nous sommes confrontés. Elles les aident à développer leurs connaissances, leurs compétences, leurs attitudes et leurs valeurs afin qu'ils puissent répondre à ces défis de manière responsable et efficace, aujourd'hui et demain,.
L'EDD et l'ECM visent à développer des compétences qui permettent aux individus de réfléchir à leurs propres actions, en tenant compte de leurs impacts sociaux, culturels, économiques et environnementaux actuels et futurs au niveau local et mondial, ainsi que de reconnaître et de remettre en question les relations de pouvoir et les inégalités existantes et historiques. Pour ce faire, les individus ont besoin non seulement de connaissances mais aussi de compétences pour comprendre, analyser et agir sur ces questions. Les enjeux environnementaux sont complexes et se retrouvent dans différents domaines, d'où l'importance d'apprendre à penser de manière systématique. Ils doivent posséder de bonnes capacités d'analyse et un esprit critique pour être en mesure d'évaluer l'état actuel, les évolutions passées et les trajectoires futures de l'environnement, ainsi que d'identifier les fausses informations. Pour visualiser un avenir durable et être en mesure d'ajuster cette image au fil du temps, une compétence d'anticipation ou de réflexion sur l'avenir est nécessaire. Enfin, les apprenant(e)s doivent être en mesure d'initier des actions, de jouer un rôle dans la promotion du développement durable, de s'engager, de coopérer et de communiquer efficacement avec les autres, et de permettre aux autres d'agir - ce qui nécessite de solides compétences interpersonnelles.
Dans le monde entier, les élèves sont plus ou moins engagés dans l'EDD et l'ECM. Par exemple, au Mexique, seulement 48 % des personnes interrogées ont indiqué qu'il existait un organe représentatif des élèves dans leur établissement, et seuls 56 % ont déclaré que les étudiants participaient activement à des activités de bénévolat, soit 20 points de pourcentage de moins qu'au niveau mondial. Cependant, comme au niveau mondial, 80 % ont déclaré que les écoles organisent des journées de sensibilisation sur diverses questions sociales et/ou environnementales. Dans les réponses ouvertes et les questions sur le niveau de compréhension du personnel enseignant à propos de l'enseignement social, émotionnel et comportemental, le personnel enseignant a montré qu'il comprenait la nécessité d'enseigner les thèmes de l'EDD et de l'ECM à propos des élèves et aux élèves.
L'EDD et l'ECM sont devenues plus importantes que jamais, car la mondialisation continue d'entraîner des transformations économiques, sociales et politiques et le monde devient de plus en plus interconnecté grâce à une mobilité accrue, aux nouvelles technologies et aux changements sociétaux. En réponse, au cours de la dernière décennie et grâce au travail de différentes organisations internationales, les systèmes éducatifs du monde entier ont progressivement intégré les contenus de l'EDD et de l'ECM dans les politiques éducatives, les programmes scolaires et la formation du personnel enseignant. Cette tendance est bien documentée par de nombreuses études,,,,.

## Sources
- Cet article est partiellement ou en totalité issu de la page « Le personnel enseignant a la parole : motivation, compétences et opportunités pour enseigner l'éducation au développement durable et à la citoyenneté mondiale » de UNESCO sur le site UNESDOC, le texte ayant été placé par l’auteur ou le responsable de publication sous la CC-By-SA 3.0 IGO
- Cet article est partiellement ou en totalité issu de la page « Repenser l'éducation: vers un bien commun mondial? » de UNESCO, le texte ayant été placé par l’auteur ou le responsable de publication sous la CC BY-SA 3.0 IGO

- Cet article est partiellement ou en totalité issu de la page « Enjeux et tendances de l'éducation en vue du développement durable » de UNESCO, le texte ayant été placé par l’auteur ou le responsable de publication sous la CC BY-SA 3.0 IGO

- Cet article est partiellement ou en totalité issu de la page « L'Education en vue des Objectifs de développement durable: objectifs d'apprentissage » de UNESCO, le texte ayant été placé par l’auteur ou le responsable de publication sous la CC BY-SA 3.0 IGO

- Cet article est partiellement ou en totalité issu de la page « Faire face au changement climatique: guide sur l'action climat destiné aux établissements scolaires » de UNESCO, le texte ayant été placé par l’auteur ou le responsable de publication sous la CC BY-SA 3.0 IGO

- Cet article est partiellement ou en totalité issu de la page « Le réSEAU en action: citoyens du monde connectés pour le développement durable: guide à l'intention des élèves » de UNESCO, le texte ayant été placé par l’auteur ou le responsable de publication sous la CC BY-SA 3.0 IGO

- Cet article est partiellement ou en totalité issu de la page « Le réSEAU en action: Citoyens du monde connectés pour le développement durable: guide à l'intention des enseignants » de UNESCO, le texte ayant été placé par l’auteur ou le responsable de publication sous la CC BY-SA 3.0 IGO

- Cet article est partiellement ou en totalité issu de la page « Action pour l'autonomisation climatique: directives pour accélérer l'élaboration de solutions par l'éducation, la formation et la sensibilisation du public » de UNESCO, le texte ayant été placé par l’auteur ou le responsable de publication sous la CC BY-SA 3.0 IGO